# Stenelmis aphela
Stenelmis aphela is een keversoort uit de familie van de beekkevers (Elmidae). De wetenschappelijke naam van de soort werd in 1933 gepubliceerd door Charles Alluaud.